# Supercalifragilisticexpialidocious
Supercalifragilisticexpialidocious (русская транскрипция — Суперкалифраджилистикэкспиалидоушес, произносится ˌsuːpərˌkælɪˌfrædʒəlˌɪstɪkˌɛkspiːˌælɪˈdoʊʃəs, слушатьо файле) — песня из фильма «Мэри Поппинс» 1964 года, написанная братьями Шерман и исполненная Джули Эндрюс и Диком ван Дайком.
В 2004 году Американский институт киноискусства поместил песню «Supercalifragilisticexpialidocious» на 34-е место в списке ста лучших песен американского кино AFI's 100 Years…100 Songs. После выхода фильма 34-буквенное слово Supercalifragilisticexpialidocious, смысл которого в фильме объясняется как «слово, которое говорят, когда не знают, что сказать», стало самым популярным английским словом длиннее 28 букв.

## В фильме
Мэри Поппинс, Берт, Джейн и Майкл Бэнкс гуляют по миру картинок, нарисованных на асфальте. Когда Мэри побеждает в скачках на лошади с волшебной карусели, к ней подходят журналисты и начинают задавать вопросы. Один из них, обращаясь к Поппинс, предполагает, что она, вероятно, не находит слов, чтобы описать свои чувства. Его собеседница возражает, что она знает такое слово, после чего вместе с Бертом исполняет песню «Суперкалифраджилистикэкспиалидошес».
На следующий день, уже в реальном мире, Майкл и Джейн произносят слово Суперкалифраджилистикэкспиалидошес в разговоре со своим отцом, Джорджем Бэнксом. Он спрашивает их, что значит это слово, и Джейн объясняет, что «это слово говорят, когда не знают, что сказать». Мистер Бэнкс отвечает, что всегда знает, что сказать.
В конце фильма оказывается, что он косвенно виноват в том, что поставил банк, в котором работает, на грань разорения. Мистера Бэнкса вызывают в кабинет председателя, мистера Доуса-старшего, и увольняют, предварительно уничтожив все формальные признаки его высокого социального положения — выворачивают его зонтик, рвут шляпу и ломают бутоньерку.
Мистер Доус спрашивает у подавленного Бэнкса, есть ли тому, что сказать. Вспомнив о слове, о котором рассказали ему дети, мистер Бэнкс произносит суперкалифраджилистикэкспиалидошес. Таким образом, порвав со своим старым миром и ценностями, радостный, он выбегает из здания банка и идёт запускать воздушного змея с детьми.

## История создания
В книге «Walt’s Time: From before to beyond» братья Шерман рассказывают, что впервые услышали слово supercali… в середине 1930-х годов в летнем лагере в Адирондакских горах. На слух оно звучало как super-cadja-flawjalistic-espealedojus. По их словам, оно было придумано в 1918 году и предназначалось для того, чтобы труднее произноситься и быть длиннее, чем слово antidisestablishmentarianism.
В интервью журналу LAist в 2007 году Ричард Шерман рассказал другую историю создания слова. По его словам, первоначальной идеей, отражённой в сценарии, было то, что во время путешествия по картинкам, нарисованным мелом, Мэри Поппинс должна дать детям какой-то подарок, который они смогли бы принести с собой в реальный мир. В качестве такого подарка братья Шерман решили использовать слово, так как любой материальный предмет в настоящем мире бы исчез. Шерман вспоминает, что для того, чтобы придумать слова, в детстве они с братом часто использовали «двойную речь» (англ. double talk) — речь, в которой перемешаны бессмысленные звуки и обычные слова. При помощи «двойной речи» братья могли выдумать длинные противные и оскорбительные слова, поэтому в качестве исходного слова братья взяли obnoxious (оскорбительный, противный). Далее Ричард Шерман описывает процесс создания так:

Obnoxious — некрасивое слово, поэтому мы взяли слово atrocious (ужасный, отвратительный), оно звучит очень по-британски. Мы начали с atrocious, далее, вы можете выглядеть умными и быть precocious (развитыми не по годам), у нас были precocious и atrocious и мы хотели чего-то суперколоссального и потому слащавого, поэтому мы взяли super (супер) и использовали «двойную речь», чтобы получить califragilistic, которое ничего не значит, это просто так получилось. Это краткое изложение того, что мы делали более двух недель. Соедините всё вместе и получится Supercalifragilisticexpialidocious.
Оригинальный текст (англ.)Obnoxious is an ugly word so we said atrocious word, that's very British. We started with atrocious and then you can sound smart and be precocious, we had precocious and atrocious and we wanted something super colossal and that's corny, so we took super and did double talk to get califragilistic which means nothing, it just came out that way. That's in a nut shell what we did over two weeks. All together you get Supercalifragilisticexpialidocious.
— Brad Herman. LAist Interview: Richard M. Sherman (англ.). LAist (2 ноября 2007). Архивировано из оригинала 10 апреля 2012 года.

#### Обвинения в плагиате
В 1949 году Глорией Паркер и Барнардом А. Юнгом (англ. Barnard A. Young) была написана песня «Supercalafajalistickespeealadojus (The Super Song)». Песня была записана в 1951 году на Columbia Records в исполнении Alan Holmes & his New Tones. По словам Паркер, её группа исполняла «Supercalafajalistickespeealadojus» в лучших отелях Нью-Йорка.
Фильм «Мэри Поппинс» вышел в 1964 году. Название песни братьев Шерман из «Мэри Поппинс» было похоже на слово из песни 1951 года Паркер и Юнг — хотя слово из фильма и было на одну букву длиннее, а также отличалось в других 10-ти буквах, на слух слова мало различались. Как и песня братьев Шерман, песня Смит и Юнга содержала фразу «It’s supercalafajalistickespeealadojus». Паркер оценивала песню из фильма так: «Они исказили музыку, взяли нашу волшебную музыкальную тему и грубо воткнули букву „Р“ в supercalafajalistickespeealadojus».
В 1965 году компания Life Music подала в суд на Broadcast Music, организацию, наблюдающую за исполнением авторских прав, требуя взыскать с неё 12 млн долларов. Хотя обычно слова не могут быть объектом американского авторского права, так как не проходят порог оригинальности, но в данном случае слово было столь длинным и сложным, что могло быть сочтено объектом авторского права. Ответчик отрицал, что песня Паркер и Юнга как-то использовалась в создании «Supercalifragilisticexpialidocious». Свидетели, приведённые ответчиком, показали, что слышали вариации слова supercali… задолго до 1951 года.
Судья Уилфред Фейнберг посчитал, что нарушения авторских прав не было. Он отметил, что, с его точки зрения, между музыкой двух песен не было заметного сходства. Судья счёл, что слово supercali… было распространено задолго до песни Паркер и Юнга.
В статье 1972 года американский этимолог Питер Тамони утверждал, что нашёл слово supercali… в одном из юмористических журналов Сиракузского университета 1930-х годов. Однако когда в 2002 году издание Straight Dope провело поиск слова supercali… в The Orange Peel, единственном юмористическом журнале Сиракузского университета 1930-х, поиск не привёл ни к каким результатам.

## Слово supercalifragilisticexpialidocious
Оксфордский словарь английского языка определяет supercali… как «бессмысленное слово, используемое, в основном детьми, ныне широко употребляемое для выражения восхищения — фантастический, невероятный». В словаре сленга Эрика Партриджа про supercali… отмечается, что оно «используется в различных контекстах в различных смыслах детьми, восхищёнными длиной слова».
Филолог Ричард Ледерер, автор популярных книг о словах, полагает, что слово supercali… не является полностью бессмысленным. Так, super- по-английски означает «сверху», -cali- Ледерер возводит к греческому слову καλός (прекрасный), -fragilistic- читает как fragile (хрупкий), -expiali- — как expiable (искупимый). -docious Ледерер понимает как educable (обучаемый). Целиком слово supercali… Ледерер читает как «искупает сильную и хрупкую красоту высокой обучаемостью».
Переводчик Дмитрий Ермолович отмечает, что в слове supercali… использованы существующие в английском языке аффиксы — super-, -ist, -ic, ex-. По суффиксу -cious и по функции supercali… в предложении Ермолович определяет, что supercali… является прилагательным. По мнению Ермоловича, целью авторов было создать «самое длинное, самое книжное и самое непонятное слово, применимое к наиболее замысловатым ситуациям», так как дети не знают сложных длинных слов, но пытаются их повторять, желая произвести впечатление на окружающих. Смысл слова supercali… — характеристика чего-то «грандиозного, великолепного, экстраординарного». Ермолович отмечает, что кроме supercali… в фильм введены и другие сложные «книжные» термины — forbearance (воздержанность), foreclosure (потеря права выкупа заложенного имущества), chattels (движимость) и др.

## Переводы песни

### Перевод на русский язык
На русский язык песня была переведена компанией Видеосервис для русского издания фильма «Мэри Поппинс», выпущенного в 2006 году. Песню исполнила Ирина Линдт, дублировавшая Мэри Поппинс.
Лингвист и переводчик Дмитрий Ермолович низко оценил версию Видеосервиса. По его мнению, простая транскрипция слова supercali… была неудачным решением, так как в русском языке слово, заканчивающееся на -дошес, не воспринимается как прилагательное (по словам переводчика Алексея Иващенко, на транскрипции настаивала сама корпорация «Дисней»). Ермолович предлагает перевод «суперархиэкстраультрамегаграндиозно». Впрочем, и это не прилагательное, а наречие.

## В других произведениях
- В номере Continental Cabaret («Шоу Бенни Хилла», выпуск от 26 января 1977 года)[16] персонаж Бенни Хилла, музыкант, говорит певице Диане Дарви: «You know what you are? You are supercalifragilisticexpialidocious!» (слово было произнесено с акцентом).[17]
- В хип-хоп композиции Big Titties (feat. Baauer and EarthGang) 24 апреля 2019 года, исполнительница Rico Nasty произносит следующие строки: «I was raised up in the jungle where they shoot at thieves, I guess bein' in the sun but without no sunscreen, I’m so supercalifragilisticexpialidocious».

### Комментарии
1. ↑  Перевод Видеосервиса. Оригинал — англ. It's something to say when you don't know what to say.
2. ↑  Так в субтитрах к DVD фильма «The Undying Monster» (1942). Один из персонажей объясняет это слово как «женский инстинкт» (англ. feminine instinct).
3. ↑  В издании Columbia Records указана под псевдонимом Патриция Смит (англ. Patricia Smith)
4. ↑  В издании Columbia Records указан под псевдонимом Дон Фентон (англ. Don Fenton)
5. ↑  Неизданная версия 1949 года называлась «Supercalafajalistickespialadojus»
6. ↑  англ. They disguised the music, kept our magical theme and boldly added an R to Supercalafajalistickespeealadojus
7. ↑  англ. …in my opinion as an average observer, there is no discernible similarity between the music of both songs
8. ↑  англ. an example in print was found in a Syracuse University humor magazine of the 1930s
9. ↑  англ. used in various contexts with various meanings by children fascinated with the size of the word
10. ↑  англ. atoning for extreme and delicate beauty [while being] highly educable